# Юмагузинский сельсовет
Юмагузинский сельсовет — муниципальное образование в Кугарчинском районе Башкортостана.
Административный центр — село Юмагузино.

## История

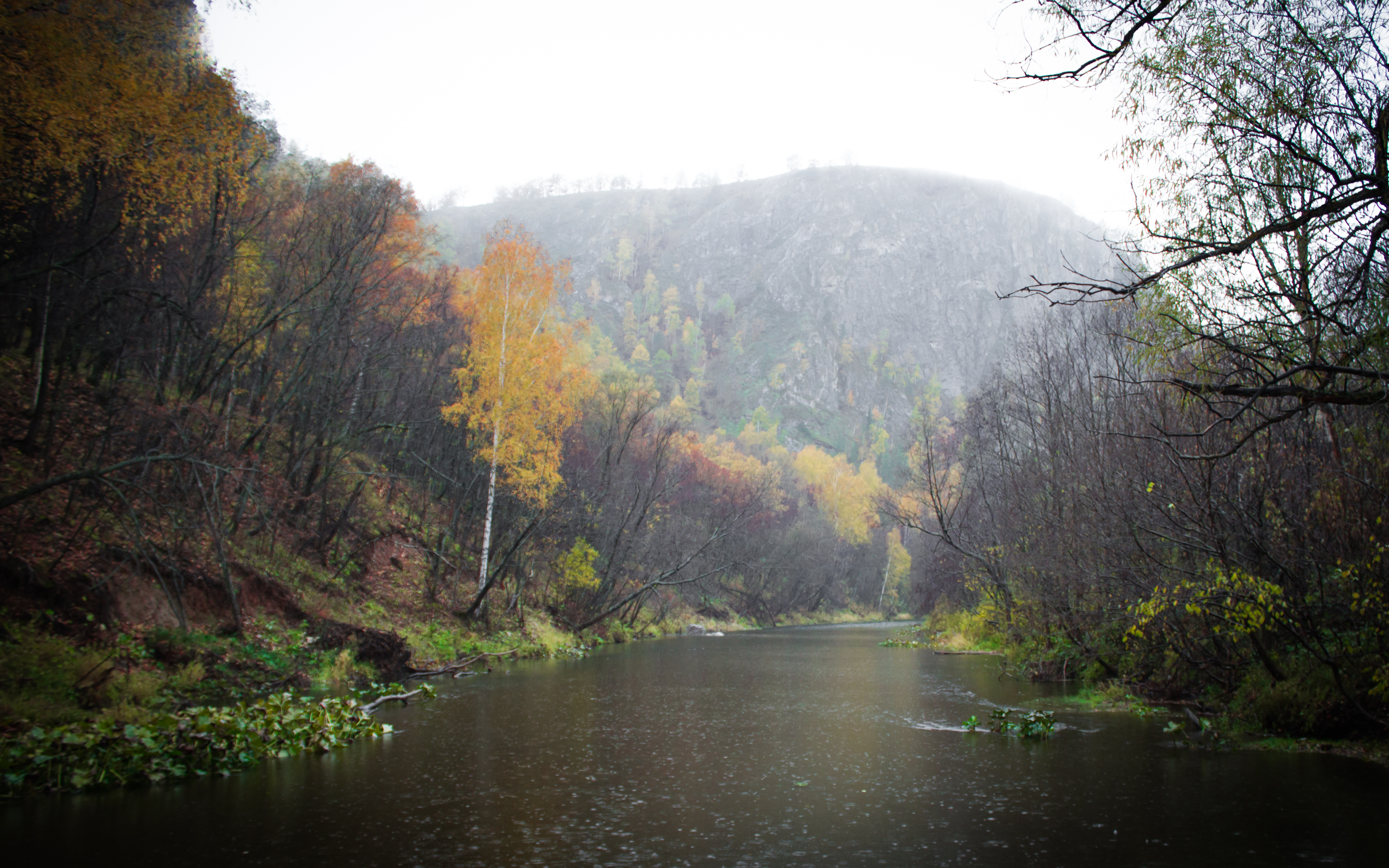
Река в Мурадымовском ущелье

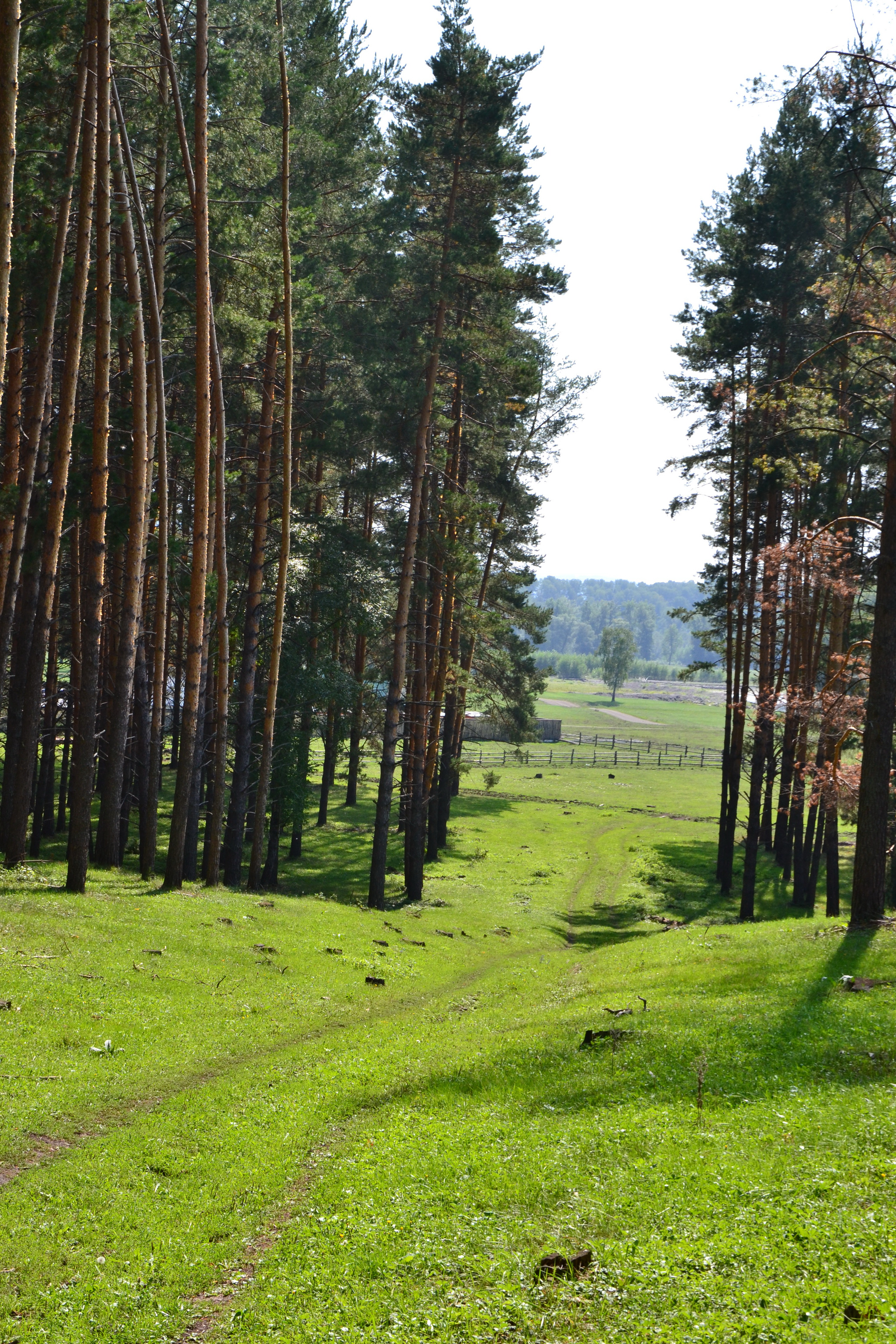
Сосновый лес в Мурадымовском ущелье

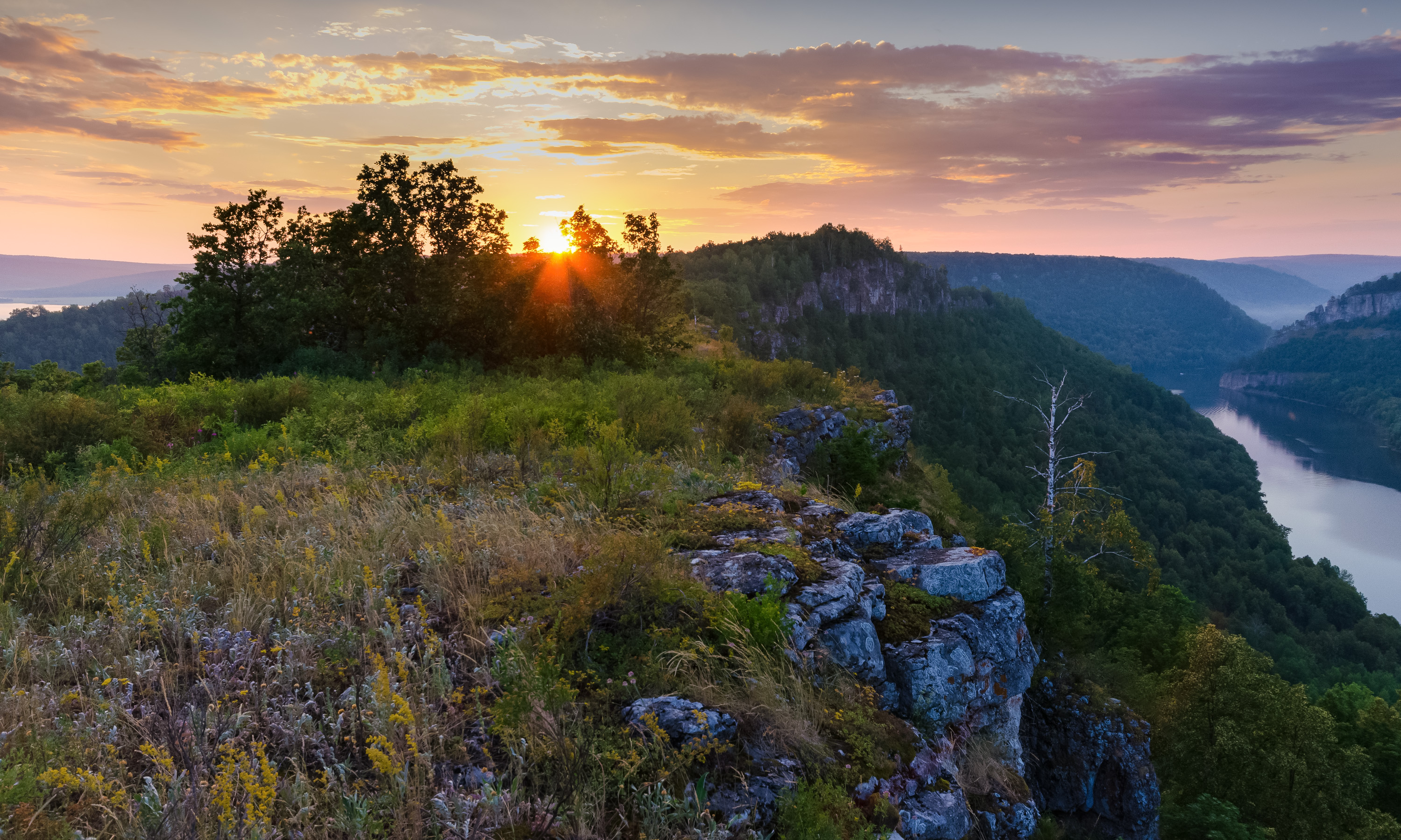
Река Акаваз в Национальном парке «Башкирия»

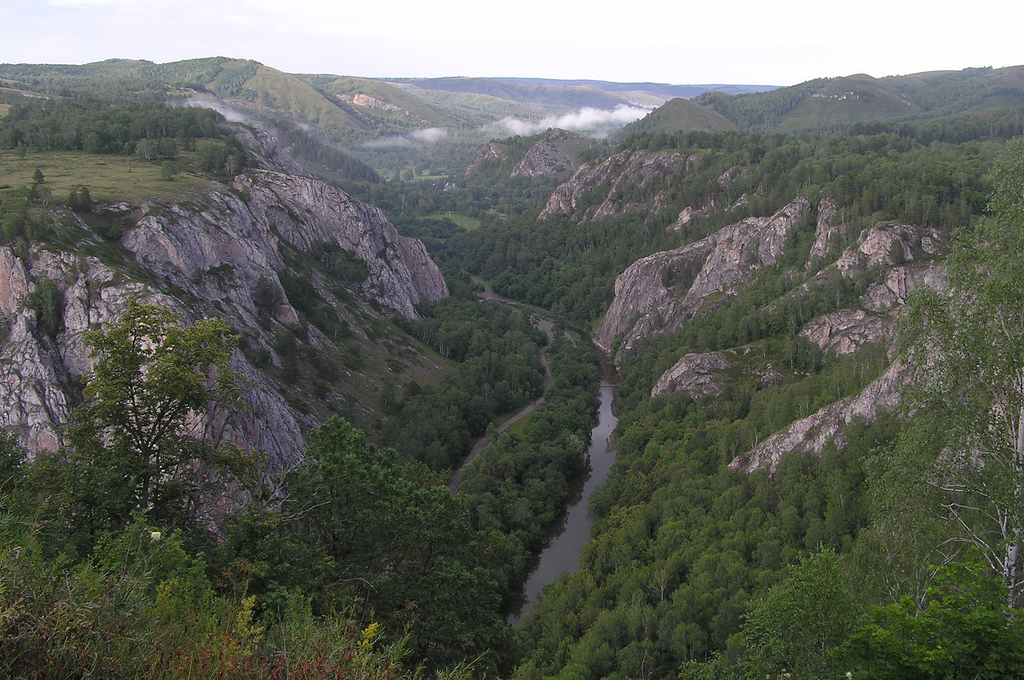
Национальный парк «Башкирия»

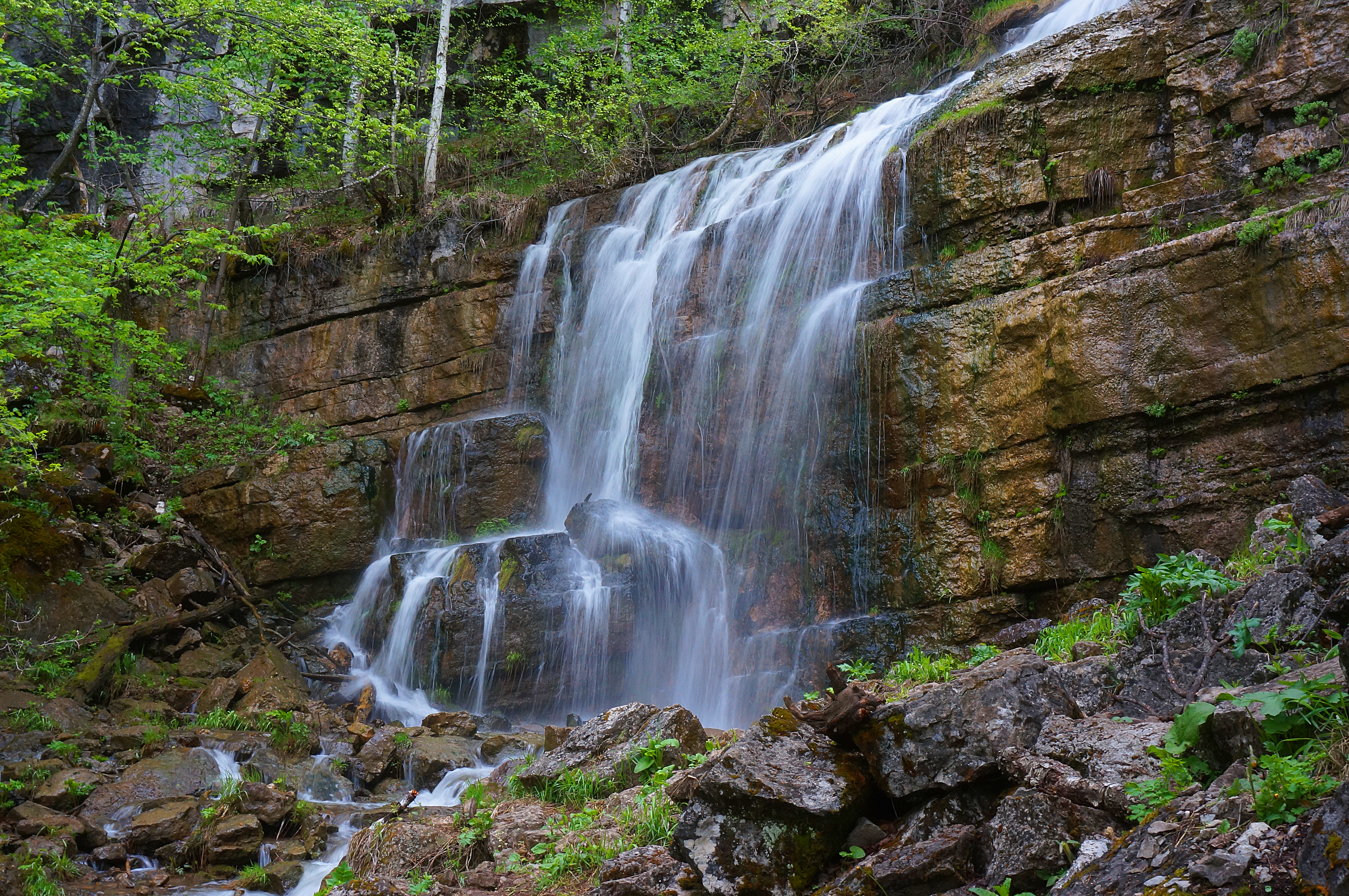
Водопад — карстовый мост Куперля в Национальном парке «Башкирия»

Согласно Закону о границах, статусе и административных центрах муниципальных образований в Республике Башкортостан имеет статус сельского поселения.

## Население
| 2002  | 2009  | 2010  | 2012  | 2013  | 2014  | 2015  |
| ----- | ----- | ----- | ----- | ----- | ----- | ----- |
| 5900  | ↘5720 | ↘5050 | ↘4886 | ↘4797 | ↘4721 | ↘4635 |
| 2016  | 2017  | 2018  |       |       |       |       |
| ↘4498 | ↗4582 | ↘4517 |       |       |       |       |

## Состав сельского поселения
| № | Населённый пункт | Тип населённого пункта       | Население |
| - | ---------------- | ---------------------------- | --------- |
| 1 | Юмагузино        | село, административный центр | ↗4633     |
| 2 | Александровка    | село                         | ↘367      |
| 3 | Хлебодаровка     | хутор                        | ↘69       |
| 4 | Улутуп           | хутор                        | ↘26       |
| 5 | Нарбутово        | деревня                      | ↘24       |

## Достопримечательности
- Мурадымовское ущелье — природный парк с уникальными природно-климатическими условиями, богатым разнообразием животного и растительного мира[14][15].
- Национальный парк «Башкирия» — природный парк с большим разнообразием растений и животных, многие из которых занесены в Красную книгу России[16][17].

## Известные уроженцы
- Филиппов, Александр Павлович (7 ноября 1932 — 15 октября 2011) — поэт, переводчик, литератор, народный поэт Республики Башкортостан[18].